# Hoàng đế
Hoàng đế (chữ Hán: 皇帝, tiếng Anh: Emperor, tiếng Latinh: Imperator, tiếng Đức: Kaiser) là tước vị tối cao, một vị vua (đối với nam), thường là người cai trị của một Đế quốc. Nữ hoàng là chỉ một người phụ nữ có quyền lực cai trị như Hoàng đế. Hoàng đế nói chung được công nhận có danh dự và tước vị cao hơn hẳn Quốc vương.
Hiện nay, Thiên hoàng của Nhật Bản là chức vị Hoàng đế duy nhất còn tồn tại trên thế giới, mặc dù bản thân Thiên hoàng không nắm quyền hành tuyệt đối như các nhà vua chuyên chế mà chỉ là biểu tượng của một đất nước theo chế độ quân chủ lập hiến.

## Phân biệt với vua chúa khác
Cả Quốc vương và Hoàng đế là người đứng đầu chế độ quân chủ. Trong bối cảnh của châu Âu, hoàng đế và hoàng hậu được coi là tước hiệu quân chủ cao nhất. Tuy nhiên, người đứng đầu triều đại của đế chế đã không được sử dụng là tước hiệu quân chủ của Anh cho đến sự sáp nhập của Ấn Độ vào Đế quốc Anh và thậm chí sau đó chỉ sử dụng nó trong một bối cảnh hạn chế. Hoàng đế đã từng có thời được ưu tiên hơn quốc vương trong các quan hệ ngoại giao quốc tế.
Bên ngoài bối cảnh châu Âu, hoàng đế là tên gọi cho người nắm giữ danh hiệu là người được dành những quyền ưu tiên giống như hoàng đế châu Âu về ngoại giao. Có đi có lại, những nhà cai trị này có thể công nhận các chức danh tương đương trong ngôn ngữ mẹ đẻ của họ với các đồng nghiệp châu Âu của họ. Thông qua nhiều thế kỷ của hội nghị quốc tế, điều này đã trở thành quy luật chi phối để xác định một hoàng đế trong thời kỳ hiện đại.
Một số đế quốc, chẳng hạn như Đế quốc La Mã Thần thánh và Đế quốc Nga, có nguồn gốc văn phòng của họ từ các cơ quan của hoàng đế La Mã (translatio imperii). Danh hiệu này là một nỗ lực có ý thức của chế độ quân chủ để liên kết với cách tổ chức và truyền thống của người La Mã như là một phần của hệ tư tưởng nhà nước. Tương tự như vậy, các nước cộng hòa có pháp luật dựa trên Viện nguyên lão La Mã.
Các nhà sử học đã sử dụng tự do dùng từ hoàng đế và đế quốc ra khỏi bối cảnh La Mã và châu Âu của mình để mô tả bất kỳ nhà nước lớn nào và người cai trị của nó trong quá khứ và hiện tại. Đế quốc trở thành yếu tố xác định về lãnh thổ rộng lớn mà vua nắm giữ chứ không phải là danh hiệu của người cai trị của nó vào giữa thế kỷ 18.

## Truyền thống La Mã
Danh hiệu này lần đầu tiên được sử dụng như một sự kính cẩn đối với một nhà lãnh đạo quân sự của La Mã cổ đại.
Trong truyền thống La Mã, danh hiệu này có ý nghĩa và tầm quan trọng lớn của hình thức đế quốc của chế độ quân chủ phát triển; trong ý định luôn luôn là người đứng đầu cao nhất, nhưng nó cũng có thể giảm xuống đến một danh hiệu không cần thiết cho giới quý tộc chưa bao giờ được gần "Đế chế" họ được coi như là đương kim. Nó cũng là tên của một vị trí được phân chia trong một số ngành truyền thống phương Tây, xem dưới đây.
Tầm quan trọng và ý nghĩa của buổi lễ đăng quang và biểu chương của vua cũng khác nhau trong truyền thống: ví dụ Hoàng đế La Mã Thần thánh chỉ có thể được lên ngôi hoàng đế bởi Giáo hoàng, có nghĩa là lễ đăng quang thường diễn ra ở La Mã, thường vài năm sau khi hoàng đế lên ngai vàng (tức là "vua") ở trong nước của họ. Các Hoàng đế La Tinh của Constantinopolis đầu tiên đều phải mặt tại thủ đô mới được chinh phục của đế chế bởi vì đó là nơi duy nhất mà họ có thể được phong để trở thành hoàng đế.
Các hoàng đế La Mã ban đầu tránh bất kỳ loại buổi lễ và biểu chương khác với những gì là bình thường cho trong Cộng hoà La Mã: sự thay đổi duy nhất là màu sắc chiếc áo choàng của họ là màu tím. Sau này biểu tượng mới của quyền lực trần thế và/hoặc tâm linh, giống như quả cầu đã trở thành một phần thiết yếu của các phụ kiện đế quốc.

## Đế quốc La Mã cổ đại đế quốc Đông La Mã

### Thời kỳ cổ điển
Khi nền Cộng hòa La Mã trở thành chế độ quân chủ một lần nữa, trong nửa thứ hai của thế kỷ 1 trước Công nguyên, lúc đầu không có tên cho danh hiệu của loại hình vua mới; người La Mã cổ đại căm ghét cái tên Rex ("Quốc vương"), và sau khi Julius Caesar trở thành quan Độc tài (lúc bấy giờ Độc tài là một chức quan của nền Cộng hòa La Mã và bản thân Caesar cũng không phải là người đầu tiên giữ nó).
Augustus, người có thể được coi là Hoàng đế La Mã đầu tiên, tránh đặt tên mình bất cứ điều gì mà có thể gợi nhớ đến "chế độ quân chủ" hay "chế độ độc tài". Thay vào đó, những vị hoàng đế đầu tiên này xây dựng văn phòng của họ như là một bộ sưu tập phức tạp của cơ quan, chức danh, và danh dự, được hợp nhất xung quanh một người duy nhất và người thân gần gũi. Những vị hoàng đế La Mã đầu tiên đã không cần một tên cụ thể đối với chế độ quân chủ của họ: họ có văn phòng, quyền hạn đầy đủ và tích lũy như vậy trong bất kỳ lĩnh vực quyền lực, họ đã "không thể hơn", và bên cạnh đó nó rõ ràng đã có quyền lực tối cao.
Khi hoàng đế La Mã đầu tiên không cai trị theo đức hạnh của bất kỳ thượng nghị sĩ đặc biệt nào của văn phòng cộng hòa, tên giao cho quan của người đứng đầu nhà nước trong hình thức quân chủ mới này của chính phủ đã trở nên khác nhau tùy thuộc vào truyền thống, không ai trong số này hợp nhất vào truyền thống trong ngày đầu của Đế chế La Mã:
- Caesar (như ví dụ trong De Vita Caesarum của Suetonius). Truyền thống này tiếp tục trong nhiều ngôn ngữ: trong tiếng Đức nó trở thành "Kaiser"; trong một số ngôn ngữ Slavic nó đã trở thành "Sa hoàng"; ở tiếng Hungary nó đã trở thành "Császár" và nhiều biến thể hơn khác. Danh hiệu này bắt nguồn từ tên riêng của Julius Caesar là "Caesar": tên riêng này đã được thông qua bởi tất cả các hoàng đế La Mã, độc quyền bởi vua cầm quyền sau khi triều Julius-Claudius chấm dứt. Trong truyền thống này, Julius Caesar đôi khi được mô tả như là Caesar/ hoàng đế đầu tiên (theo ý kiến của Suetonius). Đây là một trong những danh hiệu được dùng lâu dài nhất, Caesar và chuyển thể của nó xuất hiện trong các năm kể từ thời của Caesar Augustus cho tới khi Sa hoàng Symeon II của Bulgaria bị truất ngôi vào năm 1946.
- Augustus là danh hiệu cao quý đầu tiên ban cho Hoàng đế Augustus: theo sau ông thì tất cả các hoàng đế La Mã được thêm cái tên này vào tên của họ. Mặc dù nó có một giá trị tượng trưng, một cái gì đó như "cao" hay "tuyệt vời", nói chung là không được sử dụng để chỉ văn phòng của chính "Hoàng đế ". Trường hợp ngoại lệ bao gồm danh hiệu của Augustan History, một bộ sưu tập bán lịch sử của tiểu sử các vị hoàng đế của thế kỷ thứ 2 và thứ 3. Augustus đã (theo di chúc cuối cùng của ông) cấp danh hiệu cao quý phiên bản cho nữ như sự kính cẩn (Augusta) với vợ của mình. Kể từ khi chưa có "danh hiệu" Hoàng hậu (phối ngẫu) nào, phụ nữ của triều đại trị vì được cung cấp cho danh hiệu cao quý này là mục tiêu cao nhất có thể đạt được. Tuy nhiên rất ít người được cấp danh hiệu này và chắc chắn không phải là một quy luật tất cả các bà vợ của hoàng đế trị vì.
- Imperator (ví dụ như trong Lịch sử tự nhiên của Pliny Già). Trong Cộng hòa La Mã Imperator có nghĩa là "chỉ huy (quân đội)". Vào cuối nền Cộng hòa, như trong những năm đầu của chế độ quân chủ mới, Imperator là một danh hiệu cấp cho các tướng lĩnh La Mã bởi quân đội của họ và Viện Nguyên lão sau khi một thắng lợi lớn, tương đương với nguyên soái mặt trận (đứng đầu hoặc chỉ huy toàn bộ quân đội). Ví dụ, vào năm 15 thì Germanicus tự xưng Imperator trong thời cai trị của người cha nuôi là Tiberius. Chẳng bao lâu sau đó "Imperator" đã trở thành một danh hiệu dành riêng cho vua cầm quyền. Điều này dẫn đến từ "Hoàng đế" trong tiếng Anh, "Empereur" trong tiếng Pháp và "Mbreti" trong tiếng Albanian. Danh hiệu Imperatrix dành cho nữ trong tiếng La Tinh chỉ phát triển sau khi "Imperator" được đưa vào định nghĩa của "Hoàng đế".
- Αὐτοκράτωρ (autokrator), βασιλεύς (basileus): mặc dù người Hy Lạp sử dụng từ tương đương "Caesar" (Καίσαρ, Kaisar) và "Augustus" (trong 2 hình thức: phiên âm như Αὔγουστος, Augoustos hoặc được dịch là Σεβαστός, Sebastos), những danh hiệu này chỉ được sử dụng như một phần của tên Hoàng đế hơn là một dấu hiệu của văn phòng. Thay vì phát triển một tên mới cho loại hình mới của chế độ quân chủ, họ sử dụng αὐτοκράτωρ (autokratōr, chỉ có một phần chồng chéo với sự hiểu biết hiện đại của "vua chuyên quyền") hoặc βασιλεύς (basileus, cho đến khi trở thành tên thông thường cho "chủ quyền"). Autokratōr về cơ bản được sử dụng như là một bản dịch của từ La Tinh Imperator trong phiên âm chữ nói tiếng Hy Lạp là một phần của Đế quốc La Mã, nhưng ở đây chỉ có một phần chồng chéo lên nhau giữa ý nghĩa của khái niệm gốc Hy Lạp và La Tinh. Đối với người Hy Lạp Autokratōr không phải là một danh hiệu quân sự và gần gũi hơn với khái niệm độc tài trong tiếng La Tinh ("một người với quyền lực không giới hạn") trước khi nó đến có nghĩa là Hoàng đế. Basileus có vẻ không được sử dụng độc quyền trong ý nghĩa của "hoàng đế". (và đặc biệt, hoàng đế La Mã/Byzantine) trước thế kỷ 7, mặc dù nó chỉ là một tiêu chuẩn chính thức của Hoàng đế ở phía Đông nói tiếng Hy Lạp.

Sau thời kì hỗn loạn Năm của bốn Hoàng đế trong năm 69, triều Flavius trị vì trong 3 thập kỷ. Triều Nerva-Antoninus kế thừa cai trị hầu hết thế kỷ 2 đã ổn định Đế chế. Thời đại này được biết đến như là thời đại của Năm Hoàng đế tốt và được theo sau bởi triều Severus ngắn ngủi.
Trong Khủng hoảng của thế kỷ thứ 3, các hoàng đế doanh trại kế thừa nhau chỉ trong khoảng thời gian ngắn. Ba người kế thừa ngắn ngủi đã cố gắng để có hoàng đế của riêng mình: Đế chế Gallia, Đế chế Britannia và Đế chế Palmyrene mặc dù đế chế sau cùng sử dụng rex thường xuyên hơn. Giai đoạn tiếp theo, được biết đến như là Dominate, bắt đầu bởi chế độ "bộ tứ" do Diocletianus thành lập.
Trong hầu hết thế kỷ 4, có nhiều hoàng đế riêng biệt cho phía Tây và phía Đông của đế quốc. Mặc dù có các mối quan hệ nhiều triều đại giữa các hoàng đế của cả hai phần, họ cũng thường xuyên là đối thủ của nhau. Hoàng đế cuối cùng cai trị đế quốc La Mã thống nhất là Theodosius. Hơn một thế kỷ sau cái chết của ông năm 395, Hoàng đế cuối cùng của nửa phương Tây của đế quốc đã bị truất ngôi.

### Thời kỳ Đông La Mã

#### Trước cuộc thập tự chinh thứ 4

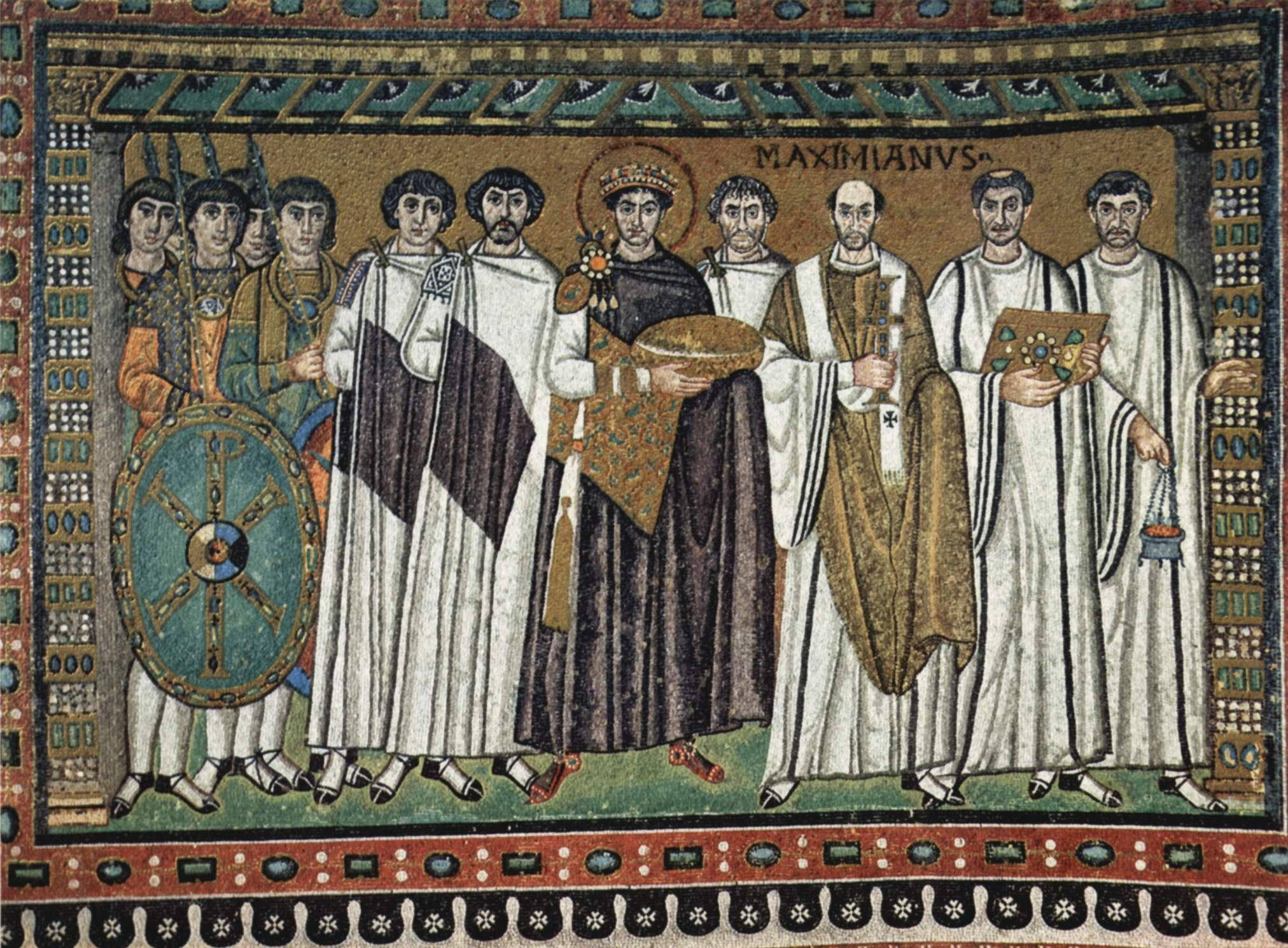
Dưới thời Justinian I, trị vì trong thế kỷ thứ 6, một phần của Ý chưa bị tái chinh phục bởi Ostrogoths trong vài thập kỷ: do đó, bức tranh khảm nổi tiếng này, minh họa hoàng đế Byzantine ở trung tâm, có thể đạ được ngưỡng mộ ở Ravenna.

Nhà sử học thường đặt tên cho phần phía đông của Đế quốc La Mã là đế quốc Byzantine dựa trên thủ đô Constantinopolis, có tên cổ là Byzantium (Istanbul ngày nay). Sau sự sụp đổ của thành La Mã trước các tộc Giécmanh trong năm 476, danh hiệu "Hoàng đế" vẫn tồn tại ở Đông La Mã.
Các hoàng đế Byzantine hoàn thành việc chuyển đổi từ ý tưởng của Hoàng đế như là một tên chính thức bán cộng hòa với Hoàng đế như một vị vua truyền thống khi Hoàng đế Heraclius giữ lại danh hiệu của Basileus, đã là một từ đồng nghĩa cho "Hoàng đế" (nhưng trước đó chỉ được chỉ định cho "vua" trong Hy Lạp) trong nửa đầu của thế kỷ t7. Một phát triển đặc biệt cho vị trí hoàng đế của Byzantine là cesaropapism, vị trí lãnh đạo của người Kitô giáo.
Trong sử dụng chung, danh hiệu hoàng gia Byzantine phát triển từ đơn giản là "hoàng đế" (basileus), "Hoàng đế của người La Mã" (basileus tōn Rōmaiōn) trong thế kỷ 9 tới "hoàng đế và vua chuyên quyền của người La Mã" (basileus kai autokratōr tōn Rōmaiōn) trong thế kỉ 10 . Trong thực tế, chưa từ nào trong số này (và thêm epithets và các chức danh khác) hoàn toàn bị loại bỏ.
Đế quốc Byzantine cũng có 3 nữ hoàng mạnh mẽ có hiệu quả trị vì như một hoàng đế, trong hình thức nhiếp chính là nữ hoàng Irene và hoàng hậu Zoe và Thedora.

#### Hoàng đế La-tinh
Năm 1204, cuộc Thập Tự Chinh thứ tư đã đánh chiếm Constantinopolis và sớm thành lập một đế quốc La Tinh của Constantinopolis dưới một trong những nhà lãnh đạo Thập tự chinh. Tuy nhiên nhà nước La-tinh chỉ nắm quyền kiểm soát trên một phần lãnh thổ rất nhỏ của Đế quốc Đông La Mã. Khi đế quốc này bị người Đông La Mã tiêu diệt vào năm 1261, một số vùng lãnh thổ ở Hy Lạp vẫn công nhận quyền hạn của nó trong một thời gian. Cuối cùng, danh hiệu Hoàng đế đã trở thành dư thừa và thậm chí không làm thăng thêm tí nào cho uy tín của các quý tộc trong lãnh địa của họ: nó không còn được dùng từ năm 1383. Đế quốc này đã tạo ra 3 nữ hoàng trị vì, 2 trong số đó cai trị bên ngoài thành phố trong những tàn tích của đế chế của họ.

#### Sau cuộc thập tự chinh thứ 4
Tại Tiểu Á, sau khi đế quốc Đông La Mã bị quân Thập tự chinh tàn phá và hủy diệt, những quý tộc địa phương đã thành lập nên hai quốc gia ly khai chống lại đế quốc La Tinh là Đế quốc Nicaea và Đế quốc Trebizond. Tương tự như vậy, Despotate của Epiros được thành lập tại khu vực Balkan phía Tây của đế quốc La Tinh (những người cai trị sau này lấy danh hiệu của Hoàng đế trong một thời gian ngắn sau cuộc chinh phục của họ vào Thessalonica vào năm 1224).
Cuối cùng, hoàng đế Nicaea đã thành công trong việc lấy lại danh hiệu hoàng đế Đông La Mã. Họ buộc Epirus phải thuần phục và chiếm lại Constantinopolis năm 1261 nhưng Trebizond vẫn độc lập. Đế quốc Byzantine phục hồi cuối cùng lại rơi vào tay Đế quốc Ottoman vào năm 1453. Đế quốc Trebizond có 3 nữ hoàng trị vì trước khi họ cũng bị tiêu diệt bởi Đế quốc Ottoman trong năm 1461.

## Đế chế La Mã Thần thánh
Từ "La Mã" của danh hiệu Hoàng đế là một sự phản ánh của imperii translatio (chuyển giao quyền cai trị) việc coi các hoàng đế La Mã Thần thánh là những người kế thừa danh hiệu Hoàng đế của Đế quốc Tây La Mã, một danh hiệu không có người nhận ở phương Tây sau cái chết của Julius Nepos năm 480.
Từ thời của Otto Đại đế trở đi, nhiều cựu vương quốc Vương triều Caroling của Đông Francia trở thành Đế quốc La Mã Thần thánh. Nhiều vị vua (Đức) khác như vua của Bavaria, Saxony, Phổ bầu một trong những đồng nghiệp của họ làm "Kaiser của người Đức" trước khi được đăng quang bởi Giáo hoàng. Hoàng đế cũng có thể theo đuổi việc lựa chọn người thừa kế của mình (thường là con trai) như Vua, người sau này sẽ nối nghiệp sau khi ông chết. Vị Vua nhỏ này sau đó mang danh hiệu Vua của người La Mã. Mặc dù về mặt kỹ thuật đã được phán quyết, sau khi cuộc bầu cử, ông sẽ được trao vương miện là hoàng đế bởi Đức Giáo hoàng. Hoàng đế cuối cùng được đăng quang bởi Đức Giáo hoàng là Charles V; tất cả các hoàng đế sau ông là hoàng đế đắc cử, nhưng được gọi phổ biến là Hoàng đế.

## Đế quốc Áo
Hoàng đế Áo đầu tiên là Hoàng đế La Mã Thần thánh Franz II. Trong khi đối mặt với sự xâm lược của Napoleon, Franz lo sợ cho tương lai của Đế quốc La Mã Thần thánh. Ông muốn duy trì tình trạng hoàng gia của mình và gia đình trong trường hợp Đế chế La Mã thần thánh nên bị giải thể, vì thực sự vào năm 1806 đội quân lãnh đạo bởi Áo phải chịu một thất bại nhục nhã ở trận Austerlitz. Sau đó, Napoleon chiến thắng tiến hành tháo dỡ Reich cũ bằng cách cắt đứt một phần của đế quốc và biến nó thành một Liên bang sông Rhine. Với kích thước của lãnh thổ đế quốc của ông bị giảm đáng kể, Franz II, hoàng đế La Mã Thần thánh đã trở thành Franz I, Hoàng đế Áo. Danh hiệu hoàng đế mới có thể có vẻ ít uy tín hơn so với cái cũ, nhưng triều đại của Franz vẫn tiếp tục cai trị Áo và một vị vua Habsburg vẫn là một hoàng đế (Kaiser) và không chỉ đơn thuần là tên một vị vua (König), trong cái tên.
Danh hiệu mới kéo dài chỉ hơn một thế kỷ cho đến năm 1918, nhưng chưa không bao giờ rõ ràng về lãnh thổ thành lập "đế quốc của Áo". Khi Franz lấy danh hiệu này năm 1804, diện tích đất Habsburg được mệnh danh là Kaisertum Österreich. Kaisertum theo nghĩa đen có thể được dịch là "emperordom" (tương tự với "vương quốc") hoặc "quyền của hoàng đế"; thuật ngữ này biểu thị đặc biệt "lãnh thổ cai trị bởi một hoàng đế" và do đó phần nào tổng quát hơn so với Reich, mà trong năm 1804 mang ý nghĩa thực của quy luật phổ quát. Lãnh địa của Áo (như trái ngược với sự phức tạp của vùng đất Habsburg như toàn thể) đã được là Archduchy từ thế kỷ 15 và hầu hết các vùng lãnh thổ khác của đế quốc đã có tổ chức và lịch sử lãnh thổ riêng của họ, mặc dù có một số nỗ lực tập trung, đặc biệt là trong triều đại của Maria Theresia và con trai bà là Joseph II và sau đó hoàn thành vào đầu thế kỷ 19. Khi Hungary được quyền có chính phủ riêng vào năm 1867, những phần không phải Hungarian được gọi là Đế quốc Áo và đã chính thức được biết đến như là "vương quốc và đất đại diện trong Hội đồng Hoàng gia" (Reichsrat). Danh hiệu của Hoàng đế Áo và Đế quốc liên quan đến cả hai đều bị bãi bỏ vào cuối Chiến tranh thế giới thứ nhất vào năm 1918, khi Đức Áo trở thành một nước cộng hòa và các vương quốc lẫn đất đại diện khác trong Hội đồng Hoàng gia thành lập sự độc lập của riêng mình hoặc kết dính họ vào các tiểu bang khác.

## Hoàng đế của Đông Âu
Nền văn hóa gần gũi và chính trị tương tác của Đông La Mã với các nước láng giềng Balkan là Bulgaria và Serbia và với Nga (nước Nga Kiev, sau đó Đại Công quốc Moskva) đã dẫn đến việc thông qua truyền thống đế quốc Đông La Mã ở tất cả các quốc gia này.

### Bulgaria
Năm 913, Simeon I của Bulgaria lên ngôi Hoàng đế (Sa hoàng) bởi Đức Thượng Phụ Constantinopolis và hoàng gia nhiếp chính Nicholas Mystikos bên ngoài thủ đô Byzantine. Trong hình thức đơn giản hóa cuối cùng, danh hiệu "Hoàng đế và vua chuyên quyền của toàn Bulgaria và La Mã" (Tsar i samodarzhets na vsichki balgari i gartsi trong tiếng bản xứ hiện đại). Thành phần "La Mã" trong danh hiệu hoàng gia Bungari cho thấy cả hai có quyền cai trị người nói tiếng Hy Lạp và nguồn gốc của truyền thống triều đình từ người La Mã (đại diện bởi "La Mã" Byzantine).
Sự công nhận của Byzantine với danh hiệu hoàng gia Simeon đã bị thu hồi bởi chính phủ Byzantine kế thừa. Thập kỷ 914-924 đã dùng trong chiến tranh phá hoại giữa Byzantium và Bulgaria về điều này và các vấn đề khác của cuộc xung đột. Vua Bulgaria đã tiếp tục kích thích đối tác Byzantine của mình bằng cách tuyên bố danh hiệu "Hoàng đế của người La Mã" (basileus tōn Rōmaiōn), cuối cùng được công nhận như là "Hoàng đế của Bulgaria" (basileus tōn Boulgarōn) bởi hoàng đế Byzantine Romanos I Lakapenos trong nằm 924. Byzantine công nhận nhân phẩm triều đình của vua Bulgaria và nhân phẩm phụ của thượng Phụ Bulgaria một lần nữa khẳng định tại kết luận của hòa bình vĩnh viễn và một cuộc hôn nhân triều đại Bulgaria-Byzantine trong năm 927. Trong khi đó, danh hiệu hoàng gia Bulgaria có thể có được cũng được xác nhận bởi Đức Giáo hoàng. Danh hiệu "Sa hoàng" của hoàng gia Bulgaria đã được thông qua bởi tất cả các vị vua Bulgaria cho đến sự sụp đổ của Bulgaria thuộc Ottoman cai trị. Thành phần văn học Bulgaria của thế kỷ 14 rõ ràng biểu thị thủ đô Bulgaria (Tarnovo) như là một kế thừa của La Mã và Constantinople, có hiệu lực như là "La Mã thứ Ba".
Cần lưu ý rằng sau khi Bulgaria giành được độc lập từ đế quốc Osman năm 1908, quốc vương của nó, người trước đây theo kiểu "Knyaz", tức là Hoàng tử, lấy danh hiệu truyền thống của "Sa hoàng", nhưng chỉ được công nhận quốc tế chỉ như là một vua.

### Serbia
Năm 1345, Vua Serbia là Stefan Uroš IV Dušan tự xưng Hoàng đế (Sa hoàng) và được trao vương miện tại Skopje vào lễ Phục Sinh năm 1346 bởi Đức Thượng Phụ mới được tạo ra của Serbia và của Đức Thượng Phụ của Bulgaria và Đức Tổng Giám mục autocephalous của Ohrid. Danh hiệu hoàng gia của ông được công nhận bởi Bulgaria và các nước láng giềng khác và đối tác thương mại nhưng không phải bởi đế quốc Byzantine. Trong hình thức đơn giản hóa cuối cùng của nó, danh hiệu hoàng gia Serbia được đọc là "Hoàng đế của người Serbia và Hy Lạp" (car Srba i Grka trong tiếng bản xứ hiện đại). Nó chỉ được sử dụng bởi Stefan Uros IV Dušan và con trai của ông là Stefan Uroš V ở Serbia cho đến khi ông qua đời năm 1371), sau đó nó đã trở thành tuyệt chủng. Một người anh em cùng cha khác mẹ của Dušan, Simeon Uroš và sau đó là con trai của ông Jovan Uroš, tuyên bố cùng một danh hiệu cho đến khi thoái vị sau này trong năm 1373, trong khi cầm quyền như dynasts tại Thessaly. Thành phần "Hy Lạp" trong danh hiệu hoàng gia Serbia cho biết về quyền cai trị người Hy Lạp và nguồn gốc của truyền thống triều đình từ người La Mã (đại diện bởi "tiếng Hy Lạp" Đông La Mã).

### Nga

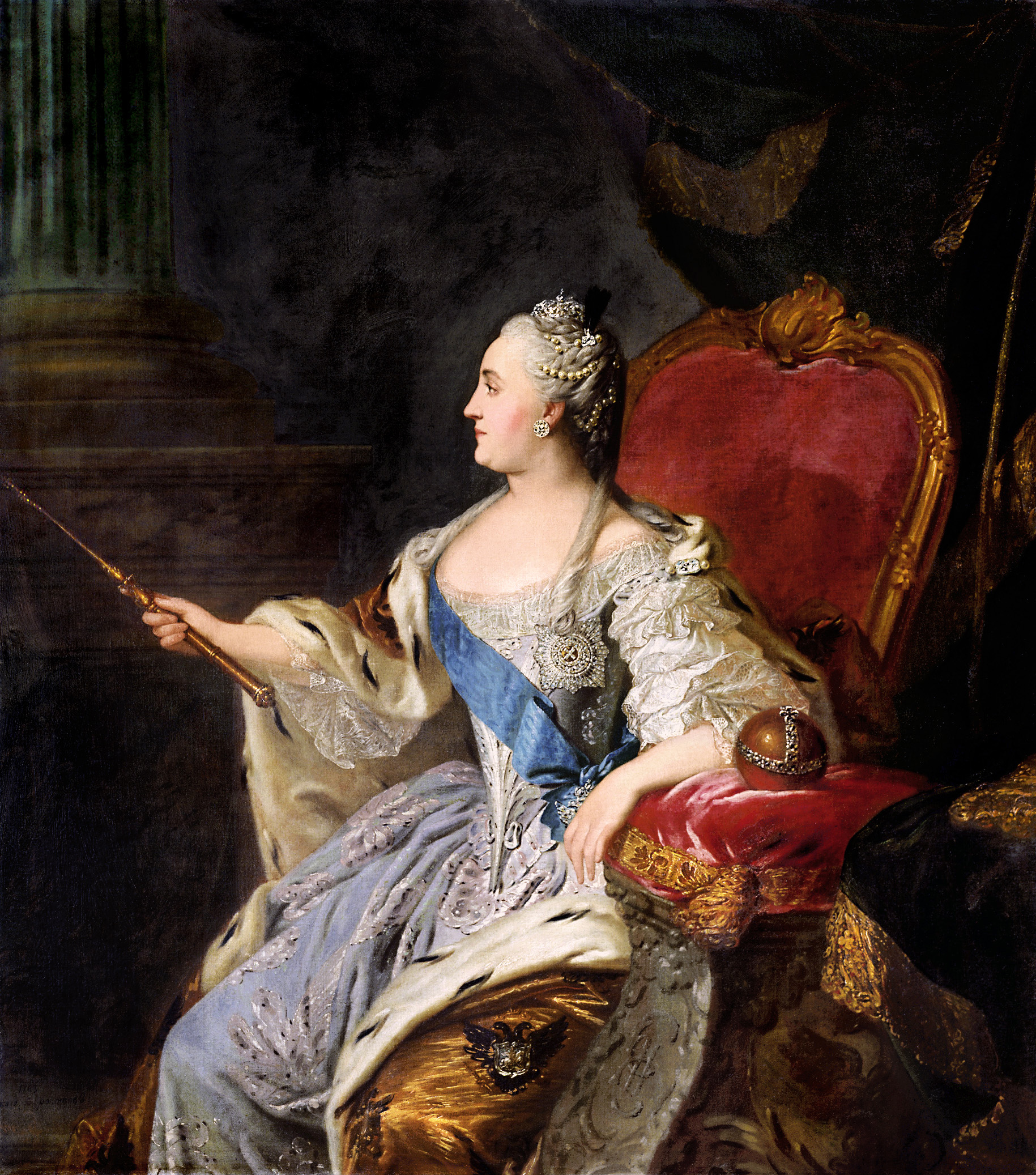
Nữ hoàng của Nga Ekaterina II

Năm 1472, cháu gái của hoàng đế Byzantine cuối cùng là Sophia Palaiologina kết hôn với Ivan III, đại hoàng tử của Moskva, người bắt đầu đấu tranh cho ý tưởng của Nga là sự kế thừa cho đế quốc Byzantine. Ý tưởng này được đại diện nhấn mạnh trong thành phần mà nhà sư Filofej gửi cho con trai của họ là Vasili III. Sau khi kết thúc sự phụ thuộc của Đại Công quốc Moskva vào chúa tể Mông Cổ trong năm 1480, Ivan III đã bắt đầu việc sử dụng các chức danh Sa hoàng và Autocrat (samoderzhets). Sự nhấn mạnh của ông về sự công nhận như vậy bởi hoàng đế của Đế quốc La Mã Thần thánh từ năm 1489 dẫn đến việc cấp sự công nhận này vào năm 1514 do Maximilian I cho Vasili III. Con trai của ông là Ivan IV nhấn mạnh việc trao vương miện Sa hoàng cho mình (Sa hoàng) vào ngày 16 tháng 1 năm 1547. Từ Sa hoàng có nguồn gốc từ Caesar trong tiếng La tin, nhưng danh hiệu này đã được sử dụng ở Nga là tương đương với vua; lỗi này xảy ra khi các giáo sĩ thời trung cổ Nga gọi các vị vua Do Thái trong Kinh Thánh với danh hiệu tương tự được sử dụng để chỉ định nhà cầm quyền La Mã và Byzantine - Caesar.
Ngày 31 tháng 10 năm 1721, Pyotr I được công bố là Hoàng đế Thượng viện - danh hiệu được sử dụng là tiếng La Tinh "Imperator", mà là một hình thức phương tây hóa tương đương với danh hiệu Slavic truyền thống "Tsar". Ông dựa trên yêu cầu của mình một phần khi một lá thư được phát hiện năm 1717 được viết từ năm 1514 bởi Maximilian I cho Vasili III, trong đó Hoàng đế La Mã Thần thánh sử dụng thuật ngữ đề cập đến Vasili. Danh hiệu này đã không được sử dụng tại Nga kể từ sự thoái vị của Hoàng đế Nikolai II vào ngày 15 tháng 3 năm 1917.
Đế quốc Nga có 3 Nữ hoàng trị vì, tất cả đều trong thế kỷ 18.

### Đế quốc Ottoman
Những người cai trị của Ottoman đã tổ chức một số danh hiệu biểu thị tình trạng Hoàng gia của họ. Chúng bao gồm:
- Thánh thượng Đại sultan, Vua của Hoàng gia Osman, Sultan của các sultan, Hãn của các Hãn, Người dẫn dắt các tín đồ và Người kế vị của nhà Tiên tri của Vạn vật, Người bảo hộ của ba thánh địa Mecca, Medina và Jerusalem, Hoàng đế của ba thành phố Constantinopolis, Hadrianopolis và Bursa, của các thành phố Damascus và Cairo, của toàn Azerbaijan, người Magris, của Barka, của Kairuan, của Aleppo, của Iraq thuộc Ả Rập và của Ajim, của Basra, của El Hasa, của Dilen, của Raka, của Mosul, của Parthia, của Diyarbakır, của Cicilia, của những tỉnh Erzurum, của Sivas, của Adana, của Karaman, Van, của Berber, của Abyssinia, của Tunisia, của Tripoli, của Damascus, của Síp, của Rodós, của Candia, của tỉnh Morea, của biển Marmara, biển Đen và các bờ biển, của Tiểu Á, của các xứ Rumelia, Bagdad, Kurdistan, Hy Lạp, Turkistan, Tartary, Circassia, của 2 miền đất Kabarda, Gruzia, của các đồng bằng nơi người Kypshak sinh sống, của toàn quốc gia người Tartar, của xứ Kefa và của tất cả các xứ láng giềng, của xứ Bosnia và những phần phụ thuộc, của thành phố và pháo đài Beograd, của tỉnh Serbia, với tất cả những lâu đài, pháo đài và thành phố, của toàn xứ Albania, của toàn xứ Iflak và xứ Bogdania, và cả những biên giới và vùng lệ thuộc, và nhiều quốc gia và thành phố khác [3].

Sau sự sụp đổ của Đế quốc Đông La Mã vào năm 1453, các danh hiệu bổ sung gồm Kaysar-i Rum (Hoàng đế của người La Mã) cũng được sử dụng.

## Hoàng đế ở Tây Âu

### Pháp
Các vị vua của Ancien Régime và chế độ quân chủ Tháng bảy sử dụng xưng là "Hoàng đế nước Pháp" (Empereur de France) trong thư ngoại giao và các điều ước quốc tế với các Hoàng đế Ottoman ít nhất là từ năm 1673 trở đi. Các Hoàng đế Ottoman khẳng định danh hiệu này trong khi không chịu thừa nhận các hoàng đế La Mã Thần thánh hoặc các Nga hoàng vì họ đòi quyền thừa kế Đế quốc La Mã. Nói tóm lại, đây là một sự lăng mạ gián tiếp của người Thổ đối với các Hoàng đế La Mã Thần thánh và người Nga. Các vua Pháp cũng xưng là "Hoàng đế nước Pháp" trong các công văn tới Maroc (1682) và Ba Tư (1715).

#### Đế chế Pháp thứ nhất

Một trong các nghi lễ đăng quang Hoàng gia nổi tiếng nhất là của Napoléon, tự phong Hoàng đế trong sự hiện diện của Giáo hoàng Piô VII (người đã ban phép lành cho biểu chương của vua) tại nhà thờ Notre Dame ở Paris.
Vẽ bởi David nhằm kỷ niệm một sự kiện khác cũng không kém phần nổi tiếng: nhà thờ chính kiểu gothic được thiết kế lại theo kiểu phong cách Đế chế, giám sát bởi mẹ của Hoàng đế trên ban công (một bổ sung hư cấu, khi mà bà không có mặt tại buổi lễ), vị trí của Đức giáo hoàng gần bàn thờ, Napoleon tiến hành trao vương miện cho mình rồi vợ, Joséphine de Beauharnais như Hoàng hậu.

Napoléon Bonaparte, người từng là Đệ nhất Tổng tài của Đệ nhất Cộng hoà Pháp (Premier Consul de la République française) suốt đời đã tuyên bố mình là Hoàng đế của người Pháp (Empereur des Français) vào ngày 18 tháng 5 năm 1804 do đó tạo ra Đế chế của người Pháp (Empire des Français).
Napoléon từ bỏ danh hiệu Hoàng đế của người Pháp vào ngày 6 tháng 4 và một lần nữa vào ngày 11 tháng 4 năm 1814. Con trai trẻ của Napoleon, Napoléon II được công nhận bởi Hội đồng của Peers, như Hoàng đế từ thời điểm sự thoái vị của cha mình và do đó trị vì là Hoàng đế 15 ngày, kể từ ngày 22 tháng 6 đến ngày 7 tháng 7 năm 1815.

#### Elba
Từ 3 tháng 5 năm 1814, chủ quyền của Elba đã tạo ra một chế độ quân chủ không cha truyền con nối thu nhỏ dưới sự lãnh đạo của Hoàng đế Pháp lưu vong Napoleon I. Napoleon I được cho phép giữ lại danh hiệu Hoàng đế theo các điều khoản của hiệp ước Fontainebleau (27 tháng 4). Quần đảo này không được thiết kế lại như một đế chế.
Ngày 26 tháng 2 năm 1815, Napoleon rời Elba để tới Pháp và phục hồi đế quốc Pháp trong vòng 100 Ngày; tuy nhiên cuộc chiến tranh của Napoléo thất bại, ông bị đuổi khỏi đảo Elba vào ngày 25 tháng 3 năm 1815 và, vào ngày 31 tháng 3 cùng năm, Elba đã được nhượng lại sự cho Đại Công quốc Tuscania theo các điều khoản của Đại hội Viên. Sau thất bại cuối cùng của mình, Napoleon được coi là một tướng bởi chính quyền Anh trong thời gian lưu vong thứ hai của ông đến đảo Saint Helena ở Đại Tây Dương. Danh hiệu của ông là một vấn đề tranh chấp với Thống đốc Saint Helena, người khăng khăng gọi ông là "Tướng Bonaparte", mặc dù trong "thực tế lịch sử ông đã là một hoàng đế" và do đó được giữ lại nó .

#### Đế chế Pháp thứ hai
Cháu trai của Napoléon I, Napoléon III, làm sống lại danh hiệu hoàng đế ngày 2 tháng 12 năm 1852, sau khi thành lập Đế chế thứ hai trong một cuộc đảo chính tổng thống, sau đó được phê duyệt bởi toàn dân đầu phiếu. Triều đại của ông được đánh dấu bằng các công trình công cộng quy mô lớn, phát triển các chính sách xã hội và sự mở rộng ảnh hưởng của Pháp trên toàn thế giới. Trong suốt triều đại của ông, ông cũng thiết lập về việc tạo ra các Đế quốc Mexico thứ hai (lãnh đạo bởi Maximilian I, thành viên của Nhà Habsburg), để lấy lại sự nắm giữ của Pháp ở châu Mỹ và để đạt được sự vĩ đại cho chủng tộc 'La Tinh' . Napoleon III bị lật đổ vào ngày 4 tháng 9 năm 1870 sau khi khi Pháp bị đánh bại trong Chiến tranh Pháp-Phổ. Cộng hòa thứ Ba theo sau ông và sau cái chết của con trai Napoleon (IV) vào năm 1879 trong Chiến tranh Zulu, phong trào chia cắt của Bonapartist và Cộng hòa thứ ba kéo dài đến năm 1940.

### Bán đảo Iberia
Nguồn gốc của danh hiệu Imperator totius Hispaniae (tiếng La Tinh cho Hoàng đế của toàn Tây Ban Nha ) là không rõ ràng. Đó là liên quan với chế độ quân chủ Leon có thể lùi xa đến Alfonso Đại đế (866-910). Hai vị vua cuối cùng của triều Pérez được gọi là hoàng đế trong một nguồn đương đại.
Vua Sancho III của Navarra chinh phục León năm 1034 và bắt đầu sử dụng nó. Con trai ông, Ferdinand I của Castile lấy danh hiệu năm 1039. Con trai của Ferdinand, Alfonso VI của Castile lấy danh hiệu năm 1077. Sau đó nó được truyền cho con của ông, Alfonso I của Aragon năm 1109. Con trai riêng của ông và cháu trai của Alfonso VI, Alfonso VII là người duy nhất đã thực sự có một lễ đăng quang hoàng đế trong năm 1135.
Danh hiệu này không chính xác do di truyền nhưng tự được công bố bởi những người đã, toàn bộ hoặc một phần, thống nhất các tín đồ Kitô một phần phía bắc của bán đảo Iberia, thường là bằng cách giết chết anh chị em ruột đối thủ. Các Giáo hoàng và hoàng đế La Mã Thần thánh phản đối việc sử dụng danh hiệu hoàng đế như một soán ngôi của lãnh đạo trong Kitô giáo phương Tây. Sau cái chết của Alfonso VII năm 1157, danh hiệu này bị bỏ rơi.
Sau sự sụp đổ của Đế quốc Đông La Mã, người thừa kế hợp pháp ngai vàng, Andreas Palaiologos, đã tuyên bố Ferdinand và Isabella là của mình vào năm 1503. Tuyên bố này dường như đã bị lãng quên hoặc bị bỏ rơi lặng lẽ trong suốt 17 năm qua

### Anh
Vào cuối thế kỷ 3, vào cuối kỷ nguyên của các hoàng đế doanh trại tại Roma, có 2 vị hoàng đế Britannic trị vì khoảng một thập kỷ. Sau khi kết thúc sự cai trị của La Mã ở Anh, Imperator Cunedda giả mạo Vương quốc Gwynedd ở miền bắc xứ Wales, nhưng tất cả các người kế nhiệm của ông đã có danh hiệu vua và hoàng tử.

#### Anh
Không có danh hiệu nào đặt ra cho nhà vua của nước Anh trước năm 1066 và chế độ quân chủ đã chọn phong cách cho riêng mình như là họ hài lòng. Các chức danh hoàng gia được sử dụng không thích hợp bắt đầu với Athelstan năm 930 và kết thúc với việc người Norman chinh phục nước Anh. Nữ hoàng Matilda (1102-1167) là vua Anh duy nhất thường được gọi là "hoàng đế" hay "Nữ hoàng", nhưng có được danh hiệu của mình thông qua cuộc hôn nhân của bà với Heinrich V của Thánh chế La Mã và có tính hợp pháp ít nhất là Nữ hoàng Anh.
Trong sự cai trị của Henry VIII, một Đạo luật của Quốc hội tuyên bố rằng lĩnh vực này của nước Anh là một đế quốc... lãnh đạo bởi Thủ trưởng tối cao và Vua có nhân phẩm và bất động sản hoàng gia của Hoàng đế. Do đó Anh bằng cách mở rộng là nhà nước hiện đại, kế thừa Liên hiệp Vương quốc Anh và Bắc Ireland, thì trong thực tế nó là một đế quốc cai trị bởi một vị vua được ưu đãi với phẩm giá hoàng gia. Tuy nhiên, điều này đã không dẫn đến việc tạo ra các danh hiệu của Hoàng đế ở Anh hoặc ở chính Vương quốc Anh.

#### Vương quốc Anh

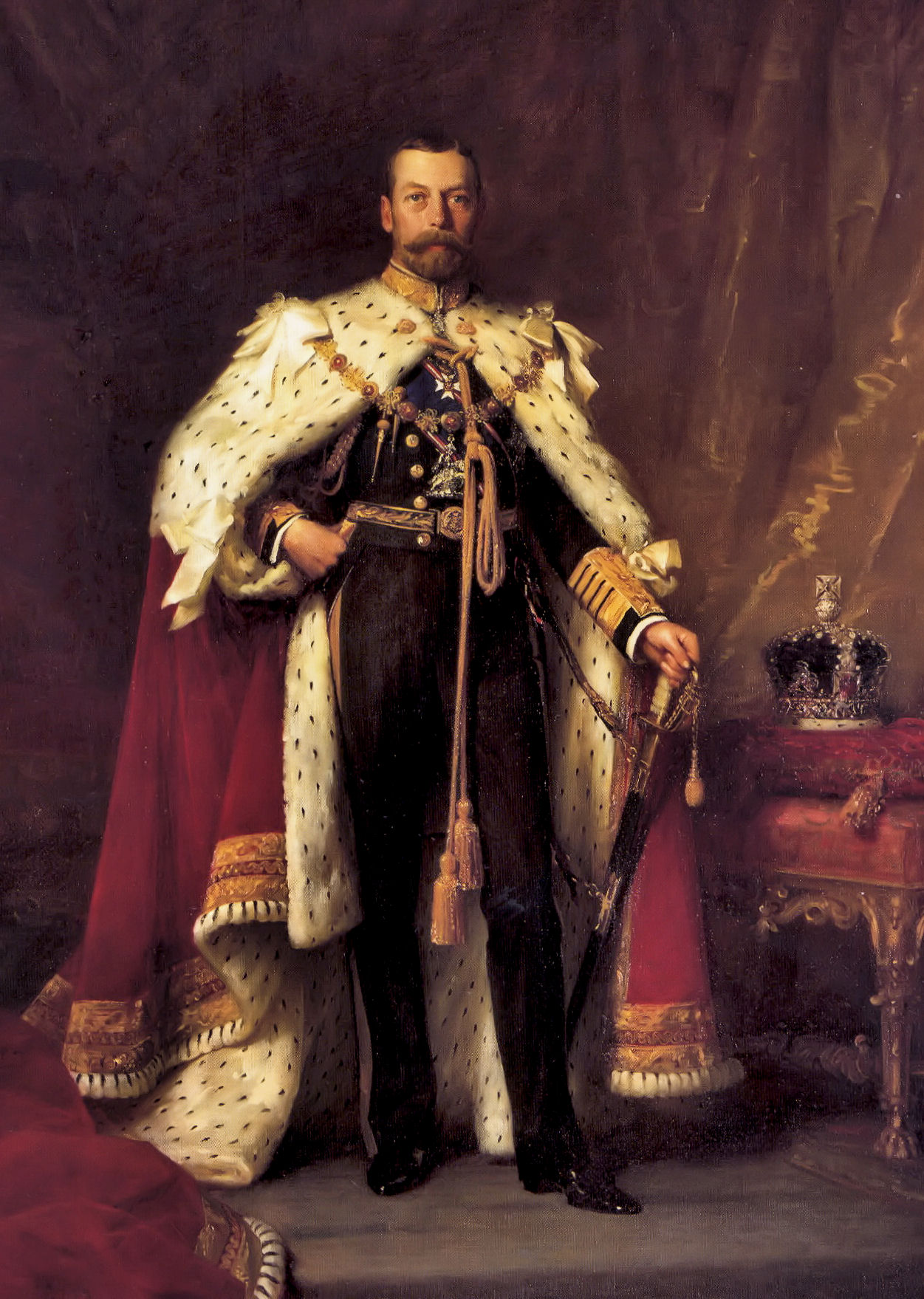
Vua George V. Vua của Vương quốc Anh và Lãnh địa Anh, Hoàng đế Ấn Độ.

Năm 1801, George III từ chối danh hiệu của Hoàng đế khi được mời. Thời gian duy nhất khi chế độ quân chủ Anh đã tổ chức danh hiệu của hoàng đế trong triều đại kế thừa bắt đầu khi danh hiệu Nữ hoàng Ấn Độ được tạo ra cho Nữ hoàng Victoria. Chính phủ do Thủ tướng Chính phủ Benjamin Disraeli đứng đầu tặng danh hiệu thêm cho bà theo Đạo luật của Quốc hội, nổi tiếng là làm dịu bớt sự kích thích vì vua tại vị chỉ là Nữ hoàng, thấp hơn so với con gái của bà (Công chúa Victoria là vợ của đương kim Hoàng đế Đức); thiết kế Hoàng gia Ấn Độ cũng đã chính thức hợp lý biểu hiện thành công của Anh trong việc là người cai trị tối cao của Mogul, sử dụng quy tắc gián tiếp thông qua hàng trăm vương quốc chính thức được bảo hộ, không phải thuộc địa, nhưng chấp nhận Anh là bá chủ của họ. Danh hiệu này được từ bỏ bởi Kaisar-i-Hind cuối cùng là George VI khi Ấn Độ độc lập vào ngày 15 tháng 8 năm 1947.
Hai thập kỷ trước đó Đạo luật về danh hiệu của Nghị viện và Hoàng gia năm 1927 đã nói rằng Vương quốc Anh và các lãnh địa "bình đẳng trong tình trạng, không phụ thuộc vào nhau trong bất kỳ khía cạnh của công việc bên trong hoặc bên ngoài của mình, mặc dù thống nhất bởi lòng trung thành phổ biến ngai vàng, và tự do liên quan như là thành viên của Khối thịnh vượng chung của Anh Quốc". Cùng với Điều lệ Westminster, năm 1931, điều này đã thay đổi cách chế độ quân chủ nghị viện Anh cai trị các lãnh địa ở nước ngoài, di chuyển từ đế quốc thực dân Anh đối vớti một cấu trúc mới cho sự tương tác giữa Khối thịnh vượng chung và Ngai vàng.
Nữ hoàng cuối cùng của Ấn Độ là Elizabeth Bowes-Lyon.

### Đế chế Đức
Dưới chiêu bài chủ nghĩa lý tưởng mở đường cho chủ nghĩa hiện thực, những người theo chủ nghĩa dân tộc Đức nhanh chóng từ bỏ xu hướng tự do dân chủ trong trào lưu cách mạng 1848 - 1849 và hướng tới "chính sách thực dụng" (Realpolitik) của Thủ tướng nước Phổ là Otto von Bismarck. Bismarck muốn thôn tính những nước Đức nhỏ địch thủ để đạt được mục tiêu của ông về một nước Đức thống nhất và theo đường lối bảo thủ do Phổ thống trị. Thắng lợi của Vương quốc Phổ trong ba cuộc chiến tranh (chiến tranh Schleswig lần thứ hai chống Đan Mạch vào năm 1864, chiến tranh Áo-Phổ chống lại Áo vào năm 1866 và chiến tranh Pháp-Phổ chống lại Đế chế thứ hai Pháp vào các năm 1870 - 1871) đã đem lại thành công cho đường lối của Bismarck. Sau khi hạ được thủ đô Paris của Pháp vào năm 1871, Liên bang Bắc Đức - với sự ủng hộ của các đồng minh miền nam nước Đức - bắt tay ngay vào việc thành lập một Đế chế Đức. Nhà vua Phổ là Wilhelm I đã làm lễ đăng quang ngôi Hoàng đế Đức tại Cung điện Versailles - một hành động với mục đích nhằm sỉ nhục nước Pháp bại trận.
Sau khi Hoàng đế Wilhelm I qua đời, Hoàng thái tử Friedrich lên nối ngôi báu, tức Hoàng đế Friedrich III, nhưng chỉ trị vì được có 99 ngày thì bệnh mất. Cùng năm đó, con của Friedrich III là Hoàng thái tử Wilhelm lên ngôi Hoàng đế Wilhelm II. Trong năm 1888 nước Đức đã ba lần thay đổi ngôi vị Hoàng đế. Wilhelm II cũng là vị Hoàng đế cuối cùng của Đế chế Đức: sau khi Đức thất bại trong cuộc Chiến tranh thế giới thứ nhất (1914 - 1918) và phong trào Cách mạng Đức (1918) bùng nổ, Đế chế Đức cũng diệt vong, nhường chỗ cho nền Cộng hòa Weimar.

## Hoàng đế theo mô hình châu Âu thời hậu thuộc địa

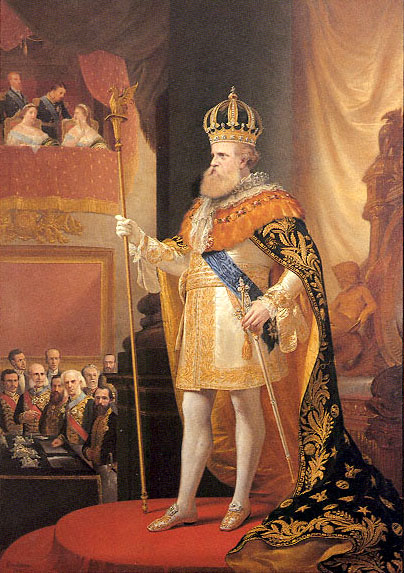
Hoàng đế Pedro II của Brazil trong Hoàng phục tại lễ khai mạc của Quốc hội (tranh sơn dầu của Pedro Américo).

### Brasil
Khi Napoléon I ra lệnh xâm lược Bồ Đào Nha vào năm 1807 vì từ chối tham gia Hệ thống phong tỏa Lục địa, người nhà Braganças chuyển thủ đô của họ đến Rio de Janeiro để tránh số phận của nhà Bourbon của Tây Ban Nha (Napoleon I bắt giữ họ và đưa anh trai của ông là Joseph làm vua). Khi tướng Pháp Junot đến Lisbon, hạm đội Bồ Đào Nha đã bỏ đi với tất cả tầng lớp thượng lưu ở các địa phương.
Năm 1808, dưới sự hộ tống của hải quân Anh, hạm đội Bồ Đào Nha đến Brasil. Sau đó, vào năm 1815, Vương tử Nhiếp chính Bồ Đào Nha (kể từ 1816 là vua João VI) đã công bố thành lập Liên hiệp Vương quốc Bồ Đào Nha, Brazil và Algarve, như một liên minh của 3 vương quốc, nâng Brazil khỏi tình trạng thuộc địa của nó.
Sau sự sụp đổ của Napoleon I và cuộc cách mạng tự do ở Bồ Đào Nha, Vương gia Bồ Đào Nha trở về châu Âu (1820). Vương tử Pedro Bragança (con trai lớn của vua João VI) ở lại Nam Mỹ, trở thành Nhiếp chính của Brasil, nhưng hai năm sau đó là năm 1822, ông tự xưng làm Hoàng đế đầu tiên của đất nước này, tức Pedro I. Pedro vẫn tôn phụ hoàng João VI là Hoàng đế Danh nghĩa của Brazil, một danh hiệu thể hiện sự tôn kính cho đến khi João VI qua đời vào năm 1826.
Đế chế Brasil chấm dứt vào năm 1889, khi Hoàng đế Pedro II (con trai và người kế nhiệm của Pedro I) bị lật đổ và nước cộng hòa Brasil được thành lập.

### Haiti
Haiti đã tuyên bố là một đế chế bởi người cai trị của mình, Jean-Jacques Dessalines, người tự lập mình làm Hoàng đế Jacques I vào ngày 20 tháng 5 năm 1805. Ông bị ám sát vào năm tiếp theo. Haiti một lần nữa trở thành một đế chế từ 1849-1859 dưới quyền của Faustin Soulouque.

### México

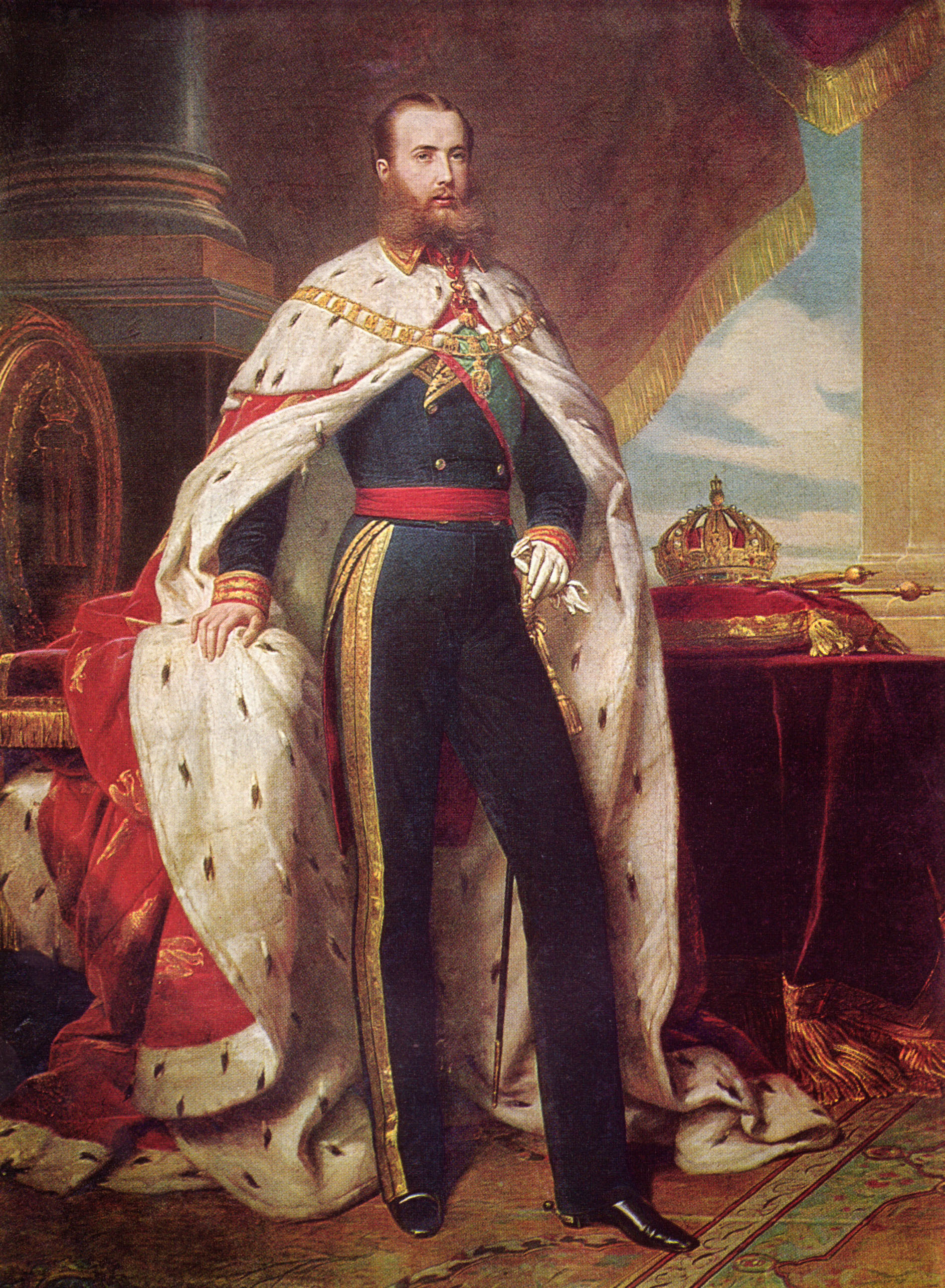
Chân dung của Maximilian I của México, bởi Franz Xaver Winterhalter.

Tại México, Đế chế México thứ nhất là một trong 2 đế chế đầu tiên được tạo ra. Agustín de Iturbide, viên tướng đã tuyên bố Mexico độc lập khỏi ách thống trị của Tây Ban Nha, đã được công bố là Hoàng đế Agustín I vào ngày 12 tháng 7 năm 1822, nhưng bị lật đổ bởi một sự kiện gọi là Kế hoạch của Casa Mata vào năm sau đó.
Vào năm 1863, quân xâm lược Pháp, dưới thời Napoléon III (xem ở trên), trong liên minh với phe bảo thủ và giới quý tộc México, đã dựng nên Đế chế México thứ hai với Hoàng đế của nó là Đại Công tước Maximilian của nhà Habsburg-Lorraine, em trai của Hoàng đế Áo Franz Josef I. Maximilian không có con và hoàng hậu của ông là Carlota, con gái vua Leopold I của Bỉ, nhận nuôi cháu của Agustín là Agustin và Salvador như người thừa kế của Maximilian để củng cố ngai vàng của Mexico. Maximilian và Carlota chọn Lâu đài Chapultepec là nơi ngự trị của họ, vốn là cung điện duy nhất tại Bắc Mỹ là nhà của người cầm quyền. Sau khi nền thống trị của Pháp bị đánh đuổi vào năm 1867, Hoàng đế Maximilian bị bắt và xử tử bởi quân giải phóng của Benito Juárez. Đế chế này dẫn đến ảnh hưởng của Pháp trong nền văn hóa México và làn sóng nhập cư của người dâb từ Pháp, Bỉ và Thụy Sĩ đến México.

## Các quốc gia thời tiền Columbus
Truyền thống Aztec và Inca đều không liên quan đến nhau. Cả hai quốc gia này đều bị chinh phục dưới triều đại của vua Charles I của Tây Ban Nha, người đã đồng thời là hoàng đế mới đắc cử của Đế quốc La Mã Thần thánh khi Aztec bị xâm chiếm và là hoàng đế chính thức khi Inca sụp đổ. Ngẫu nhiên là vua của Tây Ban Nha, ông cũng là hoàng đế La Mã (Byzantine) trên danh nghĩa thông qua Andreas Palaiologos. Các bản dịch về tước hiệu của hai quốc gia này đều được thực hiện bởi Tây Ban Nha.

### Đế chế Aztec
Những "hoàng đế" của đế quốc Aztec (1375-1521) được người dân bản địa gọi với tước hiệu Hueyi Tlatoani. Đó là một chế độ quân chủ được bầu chọn bởi tầng lớp thượng lưu. Một viên tướng Tây Ban Nha Hernán Cortés đã giết Hoàng đế Cuauhtémoc và thiết lập một nhà cai trị bù nhìn làm chư hầu cho Tây Ban Nha. Hoàng đế Maximilian của México xây dựng cung điện của mình, Lâu đài Chapultepec, trên đống đổ nát của một lâu đài Aztec xưa.

### Đế chế Inca
"Hoàng đế" của đế quốc Inca (1438-1533) được người bản địa gọi là Sapa Inca. Một viên tướng Tây Ban Nha là Francisco Pizarro, người đã tổ chức cuộc xâm lược Inca, đã giết Hoàng đế Atahualpa và lập nên một vị vua Inca bù nhìn. Atahualpa thực sự có thể được coi là một người cướp ngôi vì ông đạt được quyền lực bằng cách giết chết anh trai cùng cha khác mẹ của mình và ông cũng không thực hiện lễ đăng quang cần thiết với vương miện hoàng đế mascaipacha bởi Uma Huillaq (giáo sĩ tối cao).

## Ba Tư
Tại Ba Tư, từ thời điểm của Darius Đại đế, người cai trị Ba Tư đã sử dụng danh hiệu "Vua của các vua" (Shahanshah trong tiếng hiện đại của Iran) kể từ khi họ cai trị trên các dân tộc từ Ấn Độ tới Hy Lạp. Alexander Đại đế đã đăng quang là shahanshah sau khi chinh phục Ba Tư, đưa cụm từ basileus toon basileoon tới Hy Lạp. Tigranes Đại đế, vua của Armenia, được đặt tên là vua của các vua khi ông tạo ra đế chế của mình sau khi đánh bại đế quốc Parthia.
Shahanshah cuối cùng bị lật đổ vào năm 1979 sau cuộc Cách mạng Iran. Shahanshah thường được dịch là vua của các vua hay chỉ đơn giản là vua cho các nhà cai trị cổ xưa của Achaemenid, Arsacid và triều Sassanid và thường rút ngắn là shah cho nhà cầm quyền kể từ triều Safavid trong thế kỷ 16.

## Tiểu lục địa Ấn Độ
Từ tiếng Phạn cho hoàng đế là Samrāṭ hoặc Chakravarti (từ gốc: samrāj). Từ này được sử dụng như là một hình dung của các vị thần Vệ Đà khác nhau như Varuna và đã được chứng thực trong Kinh Vệ Đà, có thể là cuốn sách được biên soạn lâu đời nhất trong các tác phẩm Ấn-Âu. Chakravarti được đề cập đến như vua của các vua. Chakravarti là không chỉ là một người cai trị có chủ quyền nhưng cũng là người sáng lập.
Thông thường, trong thời đại Vệ Đà sau đó, một vị vua Ấn Độ giáo (Maharajah) chỉ được gọi là Samrāṭ sau khi thực hiện lễ hiến tế Vệ Đà Rājasūya, thiết lập ông bởi truyền thống tôn giáo để khẳng định tính ưu việt hơn các vị vua và hoàng tử khác. Một từ khác cho hoàng đế là sārvabhaumā. Danh hiệu của Samrāṭ được sử dụng bởi các nhà cai trị của tiểu lục địa Ấn Độ tuyên bố như là chủ quyền bởi thần thoại Hindu. Trong lịch sử, hầu hết các nhà sử học gọi Chandragupta Maurya là samrāṭ (hoàng đế) đầu tiên của tiểu lục địa Ấn Độ, bởi vì đế quốc khổng lồ ông cai trị. "Hoàng đế" Phật giáo nổi tiếng nhất là cháu trai của ông A-dục vương. Các vị vua của một số triều đại khác cũng được coi là Hoàng đế như là Quý Sương, Gupta, Vijayanagara, Hoysala và Chola.
Sau khi Ấn Độ bị xâm lược bởi các Hãn Mông Cổ và người Hồi giáo gốc Đột Quyết, các nhà cai trị của các quốc gia lớn trên tiểu lục địa đều có danh hiệu Xuntan của các nước Hồi giáo. Theo cách này, chỉ có một nữ hoàng tại ngôi duy nhất thực sự ngồi trên ngai vàng là Sultan Razia. Đối với giai đoạn 1877-1947 khi Hoàng đế Anh cai trị, thuộc địa Ấn Độ là viên ngọc trên vương miện của Đế quốc Anh, xem ở trên.

## Châu Phi

### Ethiopia
Tại Ethiopia, triều Solomon sử dụng danh hiệu "nəgusä nägäst" có nghĩa là "Vua của các Vua" bắt đầu từ năm 1270. Việc sử dụng tước hiệu "Vua của các vua" bắt đầu một thiên niên kỷ trước đó trong khu vực này, tuy nhiên, với danh hiệu được sử dụng bởi các vị vua của Aksum, bắt đầu với Nhà Sembrouthe trong thế kỷ 3. Một danh hiệu khác được sử dụng bởi triều đại này là "Itegue Zetopia".
"Itegue" tạm dịch là Nữ hoàng, và cũng được sử dụng bởi phụ nữ duy nhất trị vì như Nữ hoàng, Zauditu, cùng với danh hiệu chính thức Negiste Negest (Nữ hoàng của các Vua).
Năm 1936, sau khi Ethiopia bị phát xít Ý xâm chiếm trong Chiến tranh Ý-Abyssinia lần thứ hai, vua Ý là Victor Emmanuel III cũng tự xưng làm Hoàng đế Ethiopia. Sau khi đế quốc Anh đuổi cổ phát xít Ý khỏi Ethiopia vào năm 1941, hoàng đế Haile Selassie khôi phục lại ngai vàng nhưng Victor Emmanuel vẫn tiếp tục xưng Hoàng đế cho đến tận năm 1943.
Rastafari tuyên bố Selassie như Chúa tái sinh trước và thậm chí nhiều hơn sau khi Chiến tranh thế giới thứ hai (xem phong trào Rastafari) vì sự dũng cảm của mình trong Chiến tranh Ý-Abyssinia lần thứ hai, việc ông cứu tổ quốc của mình và bài phát biểu tuyệt vời của mình với người của vương quốc Anh. Sau đó, từ Hoàng đế  được sử dụng bởi các thành viên của nó như là một kính cẩn của việc sử dụng độc quyền cho vua thần linh của họ, Hoàng đế cuối cùng của Ethiopia.

### Đế quốc Trung Phi
Năm 1976, Tổng thống Jean-Bédel Bokassa của Cộng hòa Trung Phi tuyên bố đất nước là Đế quốc Trung Phi và đã biến mình thành Hoàng đế Bokassa I. Các khoản chi phí kinh khủng của buổi lễ đăng quang của ông đã khiến đất nước bị phá sản. Ông bị lật đổ chỉ 3 năm sau đó và nước cộng hòa được phục hồi.

## Truyền thống Đông Á
Truyền thống Đông Á là khác biệt với truyền thống La Mã, phát sinh một cách riêng biệt. Những gì liên kết chúng lại với nhau là việc sử dụng từ 皇 (huáng) và 帝 (dì) mà cùng nhau hoặc cá nhân là hoàng đế. Do ảnh hưởng văn hóa của Trung Quốc, các nước láng giềng của nước này đã thông qua danh hiệu này hoặc đã có danh hiệu mẹ đẻ của họ phù hợp với từ tiếng Hán.

### Trung Quốc
Thời thượng cổ, các vua có danh hiệu Hoàng hoặc Đế (Tam Hoàng Ngũ Đế). Thời nhà Hạ và giai đoạn đầu nhà Thương, vua khi còn sống thì gọi là Hậu, sau khi mất thì gọi là Đế. Đến cuối đời nhà Thương và từ đời nhà Chu, tước vị để chỉ vua là Vương, kể cả khi còn sống và khi đã qua đời.
Năm 221 trước Công Nguyên, Tần Vương Doanh Chính thống nhất các nước nhỏ, các dân tộc khác nhau trên một vùng rộng lớn tạo ra tiền đề để tạo thành nước Trung Quốc sau này. Vua Tần là Doanh Chính vốn đang xưng Vương không muốn dùng lại danh xưng Vương như vua nhà Chu, mà sau này sẽ được dùng làm tước phong tặng cho các công thần của mình (tước Vương). Để chứng tỏ đẳng cấp cao hơn của vua nhà Tần mới so với vua nhà Chu cũ, phân rõ tôn ti trên dưới với các vua cai trị các tiểu quốc cũ đã bị tiêu diệt, tỏ rõ thần quyền phong kiến chính danh với dân các nước đã bị chiếm đoạt, tiêu diệt, Tần Doanh Chính đã ghép chữ Hoàng là danh xưng của 3 vị vua thời Tam Hoàng và chữ Đế là danh xưng của 5 vị vua thời Ngũ Đế thời thượng cổ thành tước vị Hoàng đế, và trở thành vị Hoàng đế đầu tiên trong lịch sử nước Tần, tức là Tần Thủy Hoàng. Từ đó các vị vua phong kiến tập quyền chính thống ở Trung Quốc cũng dùng danh vị này, và tước Vương trở thành bậc thứ hai.
Ngôi vị của vua phong kiến xưa ở Trung Quốc tức Hoàng đế theo chế độ tông pháp tức "cha truyền con nối". Hoàng đế chính thức cuối cùng ở Trung Quốc là Phổ Nghi, thoái vị năm 1912 dù Viên Thế Khải sau đó cũng xưng làm Hoàng đế nhưng không chính thức.
Tước vị hoàng đế còn dùng để tôn phong cho những bậc tổ tiên của hoàng đế, dù các vị đó chưa bao giờ làm vua. Như khi Lý Uyên lập ra nhà Đường, đã phong cho Lão tử (tên là Lý Đam - nhà Đường lấy làm thủy tổ) làm hoàng đế, và các thế hệ bên trên làm hoàng đế hết. Khi vua nối ngôi không phải con vua trước, thường cũng tôn phong cha đẻ của mình làm hoàng đế. Có trường hợp như thái tử Lý Hoằng con của Đường Cao Tông và Võ Tắc Thiên, tài năng nhưng đoản mệnh qua đời sớm, Đường Cao Tông cũng thương con mà phong hiệu là hoàng đế; hoặc Nhiếp chính vương Đa Nhĩ Cổn của nhà Thanh cũng được phong hoàng đế khi chết, dù chỉ là chú của vua.

### Nhật Bản

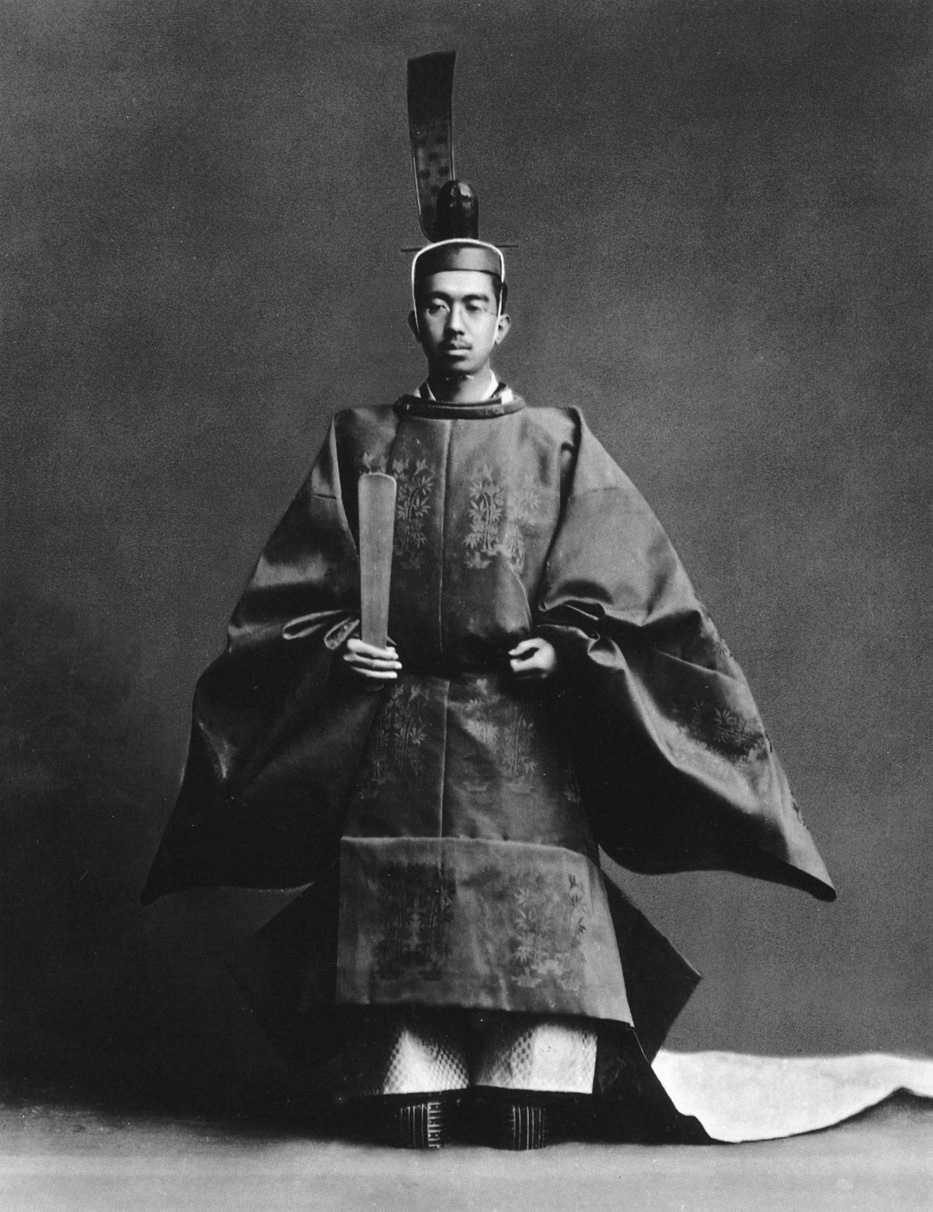
Thiên hoàng Chiêu Hòa (裕仁) là vị Thiên hoàng cuối cùng cai trị với quyền lực rộng lớn của một vị vua thật sự cũng như với "thần tính" (chụp năm 1926).

Trong thời Nhật Bản cổ đại, những danh hiệu đầu tiên dùng cho người đứng đầu nhà nước quân chủ Nhật Bản là ヤマト大王/大君 (yamato ōkimi, Đại Hòa Đại vương) hay Oa Vương, Oa Quốc Vương 倭王/倭国王 (waō/wakokuō, đây là danh hiệu mà các quốc gia khác gọi họ) hoặc Trị thiên hạ Đại vương, 治天下大王 (amenoshita shiroshimesu ōkimi, được sử dụng trong nước Nhật). Ngay từ thế kỷ 7 từ "Thiên hoàng", 天皇 (có thể được đọc như sumera no mikoto, trật tự thần thánh, hoặc là tennō, sau này được bắt nguồn từ một thuật ngữ Trung Quốc đề cập đến ngôi sao cực mà tất cả các ngôi sao khác xoay xung quanh) đã bắt đầu được sử dụng. Tài liệu đầu tiên xác nhận việc sử dụng thuật ngữ này là một tấm gỗ phảng, hoặc mokkan, được khai quật tại Asuka-Mura, tỉnh Nara vào năm 1998 và có từ thời trị vì của Thiên hoàng Thần Vũ và nữ Thiên hoàng Trì Thống. Thiên hoàng đã trở thành một tước hiệu "chuẩn" cho vua Nhật Bản và bao gồm cả thời đại hiện nay. Từ "đế" 帝 (mikado) cũng được tìm thấy trong các nguồn văn học.
Năm 607, các vua Nhật Bản tuyên bố tước vị của mình ngang hàng với các Hoàng đế Trung Hoa; tuy nhiên tước hiệu "Thiên tử" của Trung Quốc hiếm khi được dùng. Đối với người Nhật, danh hiệu Thiên hoàng chỉ dùng để ám chỉ các vị vua Nhật Bản còn danh hiệu Hoàng đế thì dùng cho các vua nước ngoài. Trong lịch sử Nhật Bản, nhiều vị vua cũng nhường ngôi cho con và tự lập mình làm Thái thượng hoàng, ngồi ở ngôi nhiếp chính. Và cũng suốt 10 thế kỷ, Thiên hoàng chỉ ngồi làm vì còn thực quyền nằm trong tay các Chinh di Đại tướng quân cha truyền con nối (gọi tắt là Tướng quân) hay các Nhiếp chính Quan bạch. Trên thực tế, trong một phần lớn chiều dài lịch sử Nhật Bản, quyền lực của Thiên hoàng không khá hơn một ông vua bù nhìn là mấy.
Sau khi phát xít Nhật bị tiêu diệt trong Chiến tranh thế giới thứ hai, theo Tuyên ngôn nhân gian thì Thiên hoàng tuyên bố mình là người bình thường chứ không phải là thần thánh. Quyền lực của Thiên hoàng bị tước bỏ và thực quyền rơi vào tay một hệ thống Nghị viện dân chủ. Ở đây, mặc dù Thiên hoàng vẫn được nhiều học giả xem là một vị vua của chế độ quân chủ lập hiến, Hiến pháp hiện tại của Nhật Bản chỉ xem Thiên hoàng là "biểu tượng quốc gia" chứ không xem Thiên hoàng là Nguyên thủ quốc gia hay bất kỳ chức vụ nào trong Nhà nước. Đến cuối thế kỷ 20, Nhật Bản là quốc gia duy nhất vẫn còn Hoàng đế tại vị.
Đến đầu thế kỷ 21, theo luật kế ngôi của Nhật Bản thì phụ nữ vẫn bị cấm kế vị ngai vàng. Tuy nhiên, do Thái tử Đức Nhân không có con trai, ông đã đề nghị bãi bỏ luật cấm này để con gái của ông có thể hợp pháp kế thừa ngôi vị Thiên hoàng. Không lâu sau đó, khi Vương phi Kiko - vợ của Thân vương Fumihito mang thai một người con trai (tức Thân vương Hisahito), Thủ tướng Koizumi Junichiro tuyên bố hủy bỏ đề nghi này. Vào ngày 3 tháng 1 năm 2007, sau khi Thân vương Hisahito chào đời, Thủ tướng Abe Shinzo cũng tuyên bố rằng ông sẽ từ bỏ thay đổi luật cấm này. Hiện nay, nhiều người cho rằng vị tân Thân vương sẽ được chọn làm người thừa kế ngai vàng theo luật định. Tuy nhiên, trên thực tế Nhật Bản từng có 8 vị nữ hoàng đế, họ trị vì với tước hiệu Thiên hoàng chứ không phải tước hiệu Hoàng hậu (皇后) hay Trung cung (中宮). Và chuyện nữ giới có được kế ngôi hay không vẫn đang được cãi nhau ầm ĩ. Một điều đáng nói ở đây là, tổ tiên theo truyền thuyết của các Thiên hoàng lại chính là một vị nữ thần: Thiên Chiếu Đại thần, vị thần đứng đầu trong hệ thống thần linh của Thần đạo.

### Việt Nam

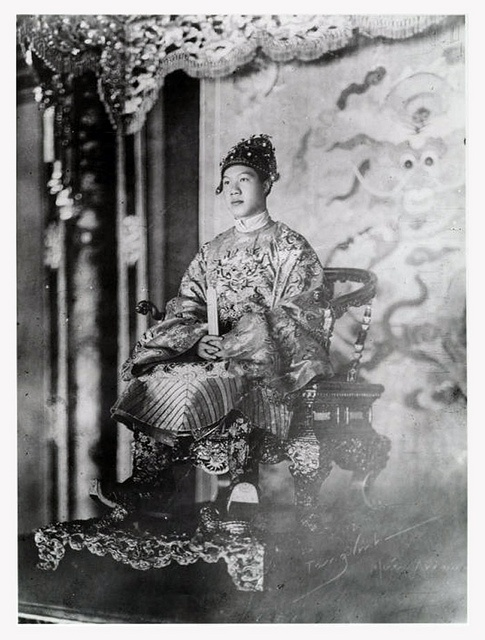
Hoàng đế Bảo Đại, là vị Hoàng đế cuối cùng trong lịch sử Việt Nam.

Vua ở Việt Nam mỗi khi giành được độc lập từ Trung Quốc cũng tự xưng Hoàng đế để không kém vua Trung Quốc về mặt danh xưng, như các vua Lý Nam Đế, Hậu Lý Nam Đế, Mai Hắc Đế đều xưng đế và tới thời nhà Đinh, nhà Tiền Lê, nhà Lý, nhà Trần, nhà Hậu Lê, nhà Mạc, nhà Tây Sơn và nhà Nguyễn đều xưng Hoàng đế. Mặc dù vậy, để tránh xung đột không cần thiết với các triều đại Trung Quốc vì thuyết thiên mệnh về quyền lực nói rằng một trời không thể có hai hoàng đế hay thiên tử, các hoàng đế Việt Nam vẫn hay dùng danh xưng quốc vương khi ngoại giao với Trung Quốc như chỉ đơn giản là "An Nam Quốc vương". Việc này là một trong những dấu hiệu cho thấy ý tưởng "Việt Nam bình đẳng với Trung Quốc" mà vẫn còn nguyên vẹn cho đến thế kỷ 20 .
Năm 1806, dù ngoài mặt thần phục nhà Thanh nhưng Nguyễn Ánh vẫn xưng Hoàng đế, và tiếp tục cho đến khi triều đại kết thúc. Năm 1940, Việt Nam bị phát xít Nhật xâm chiếm, sau đó đế quốc Nhật dựng lên một "Đế quốc Việt Nam" vào tháng 3 năm 1945. Hoàng đế cuối cùng ở Việt Nam là Bảo Đại tuyên bố thoái vị năm 1945, mặc dù sau này ông phục vụ như người đứng đầu nhà nước Quốc gia Việt Nam từ 1949-1955.
Cũng tương tự các hoàng đế Trung Quốc, khi các triều đại mới được thành lập, vua cũng truy tôn các tổ tiên của mình làm hoàng đế, như nhà Trần truy tôn từ Trần Hấp tới Trần Lý, nhà Mạc truy tôn từ Mạc Đĩnh Chi tới Mạc Hịch, nhà Nguyễn truy tôn từ Nguyễn Hoàng tới các chúa Nguyễn làm hoàng đế.
Các hoàng đế luôn có thụy hiệu, và thường đều có miếu hiệu. Khi gọi các hoàng đế thường dùng họ và miếu hiệu (ví dụ Trần Nhân Tông, Lê Hiến Tông,...), khi không có miếu hiệu thì dùng thụy hiệu (ví dụ Lê Uy Mục Đế). Riêng nhà Nguyễn, thường gọi hoàng đế bằng niên hiệu vì tất cả hoàng đế triều này chỉ có một niên hiệu duy nhất.
Trong ngôn ngữ cung đình, đương kim hoàng đế được gọi là kim thượng, hoàng thượng bệ hạ, vua đã qua đời được gọi là tiên đế, tiên hoàng. Bản thân hoàng đế gọi cha mình là hoàng khảo.

### Triều Tiên

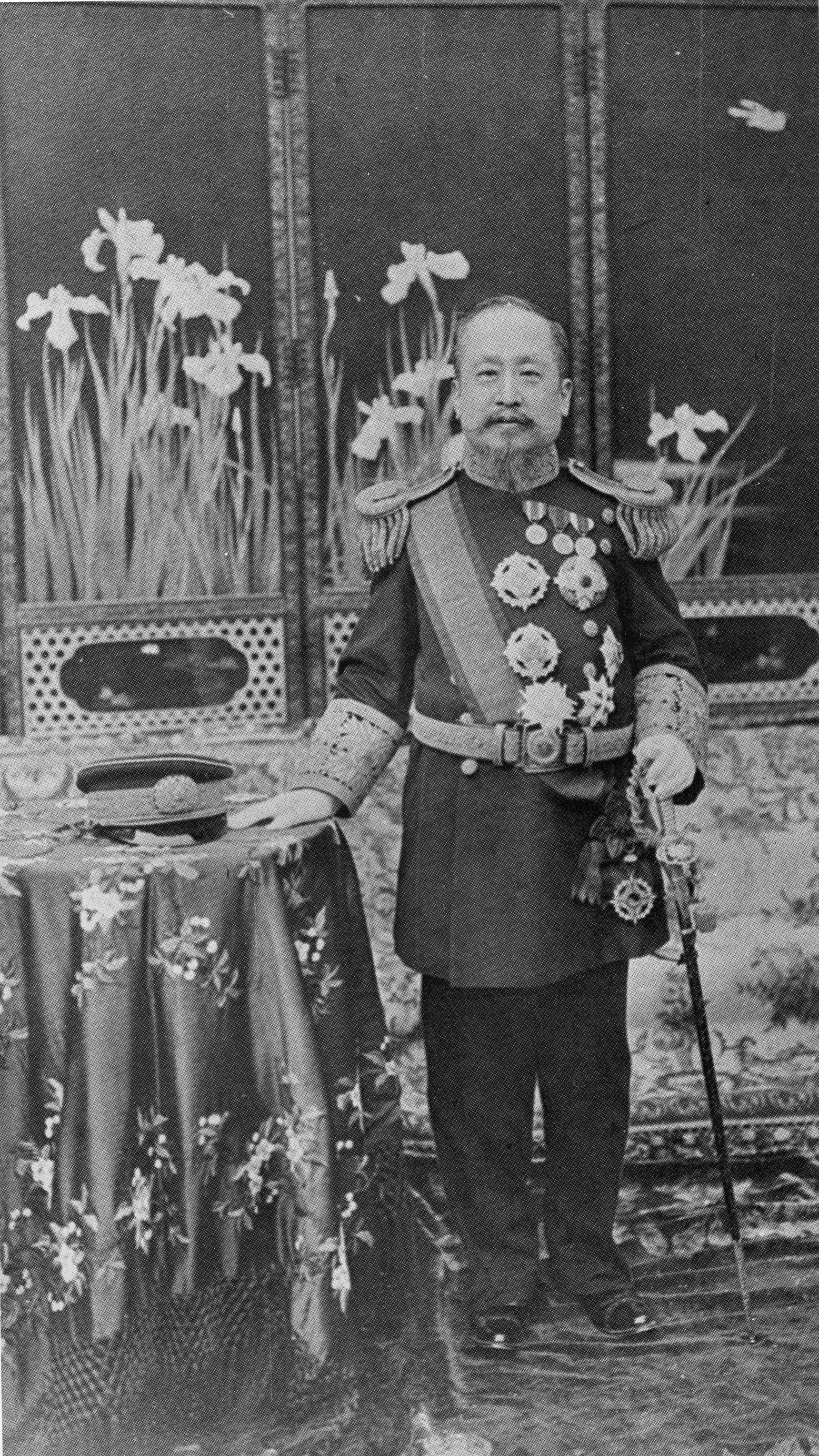
Triều Tiên Cao Tông, vua của nhà Triều Tiên và của Đế quốc Đại Hàn.

Các nhà cai trị của Cao Câu Ly (37 TCN-668 CN) sử dụng tước hiệu Đại vương (태왕, 大王) T'aewang). Ngoài ra một số nhà cai trị của Tân La (57 TCN-935 CN) bao gồm Pháp Hưng vương và Chân Hưng vương cũng sử dụng tước hiệu này nhằm khẳng định sự độc lập của mình khỏi ảnh hưởng của Cao Câu Ly. Tuy nhiên, mặc dù "Đại Vương" cao hơn "vương" bình thường nhưng cũng chưa phải là "Hoàng đế".
Các nhà cai trị của nhà nước Bột Hải (698-926) bắt đầu tự xưng là Hoàng đế và đó là lần đầu tiên tước hiệu Hoàng đế được dùng ở Triều Tiên. Sau đó, nhiều vị vua Cao Ly cũng sử dụng đồng thời hai tước hiệu Đại vương và Hoàng đế. Tuy nhiên khi Cao Ly bị Mông Cổ xâm lược (1231-1258), các vua nhà Cao Ly bị tước bỏ danh hiệu danh hiệu Hoàng đế, chỉ còn là một vị Vương chư hầu của đế quốc Mông-Nguyên.
Các nhà cai trị của nhà Triều Tiên (1392-1897) không dùng danh hiệu Hoàng đế mà chỉ xưng là "Triều Tiên Quốc vương" (조선국왕, 朝鮮國王 Chosŏn Kukwang). Năm 1895, Triều Tiên tuyên bố độc lập hoàn toàn từ ảnh hưởng của nhà Thanh bên Trung Quốc, tuy nhiên tước hiệu "Đại Quân chủ Bệ hạ" (대군주폐하, 大君主陛下, Taekunchu P'aeha) của vua Triều Tiên Cao Tông cũng không phải là tước hiệu Hoàng đế chính thức.
Hai năm sau (năm 1897), cuối cùng vua Cao Tông cũng chính thức xưng Hoàng đế, đặt niên hiệu là Quang Vũ (광무, 光武, Kwangmu) và chuyển đổi nước Triều Tiên thành Đế quốc Đại Hàn (1897-1910). Đế quốc này không tồn tại lâu, chỉ 13 năm sau (năm 1910) nó bị đế quốc Nhật thôn tính.

### Mông Cổ
Sau khi thành lập nhà nước Mông Cổ thống nhất vào năm 1206, Thành Cát Tư Hãn tư xưng mình làm Khả hãn (có nghĩa là Đại Hãn). Sau năm 1271, các vị vua của nhà Nguyên cũng tự xưng mình là Hoàng đế như Trung Hoa. Tuy nhiên, chỉ có các vị Đại Hãn Mông Cổ tính từ từ Thành Cát Tư Hãn cho đến khi nhà Nguyên sụp đổ vào năm 1368 mới được các tài liệu Tây phương gọi là "hoàng đế".

## Châu Đại Dương
Hoàng đế duy nhất ở Châu Đại Dương là người đứng đầu của Đế quốc Tu'i Tonga.

## Sử dụng trong tài liệu hư cấu
Đã có nhiều hoàng đế hư cấu trong phim ảnh và sách. Để xem danh sách những hoàng đế này.
Xem thêm: Danh mục hoàng đế và nữ hoàng hư cấu.

## Danh hiệu của người thân thích
- Ông nội gọi là Thái hoàng thái thượng / Vô Thượng Hoàng.
- Bà nội gọi là Thái hoàng thái hậu.
- Cha của Hoàng đế, nếu đã từng làm hoàng đế và vẫn đang còn sống, gọi là Thái thượng hoàng.
- Mẹ là Hoàng thái hậu.
- Chị, em gái là Trưởng công chúa.
- Bác là Hoàng bá, là anh của hoàng đế tiền nhiệm, thông thường đã được phong vương vị, và tiếp tục giữ tước hiệu này đến đời hoàng đế hiện tại
- Chú là Hoàng thúc,  là em của hoàng đế tiền nhiệm, thông thường đã được phong vương vị, và tiếp tục giữ tước hiệu này đến đời hoàng đế hiện tại
- Cô là Thái trưởng công chúa.
- Vợ chính của hoàng đế là Hoàng hậu.
- Thiếp của Hoàng đế là Hoàng phi. Hoàng phi gồm nhiều cấp bậc, thường gồm 2 cấp bậc chính là Phi và Tần, VD: Nguyên phi, Quý phi, Hy tần, Thục tần,....;
- Con trai là Hoàng tử, con dâu là Công nương (phương Tây) hoặc Hoàng tử phi (Trung Quốc, Triều Tiên).
- Cháu là Hoàng tôn.
- Con trai kế vị là Hoàng thái tử, vợ gọi là Hoàng thái tử phi hay Thái tử phi.
- Con gái là Công chúa; con rể là Phò mã.
- Cha của Hoàng đế đã mất gọi là Tiên Đế
- Cậu của Hoàng đế gọi là Hoàng cữu phụ